# Alex Oliveira
Alex de Oliveira Freitas, mais conhecido como Alex de Oliveira (Barra Mansa, 21 de janeiro de 1974), é um ex-futebolista brasileiro que atuava como meio-campista. Atualmente treinador de futebol.

## Carreira
Alex de Oliveira começou a carreira em 1996, na equipe paulista do Bragantino. Em 1997 transferiu-se para o Atlético Mineiro, mas não fez sucesso no Galo, e acabou se mudando para o xará Atlético Paranaense.
Depois, mesmo sendo considerado jovem (tinha 23 anos quando foi jogar no "Furacão"), Depois Alex Oliveira começou sua história no Vasco da Gama entre 1999 a 2001 conquistando títulos e seguiu trajetória de "cigano": atuou no Bahia, Ponte Preta, Fluminense, OFI Creta (único clube não-brasileiro que defendeu), Brasiliense, Santa Cruz, Remo, Vila Nova, Paulista e ABC. esteve no Paysandu e depois atuou pelo Goiânia e no Iporá.. após pendurar as chuteiras se tornou treinador de futebol, aonde comandou o Ceilandense, no ano de 2014 e em meados de 2015, o Paracatu.

## Títulos
Atlético Paranaense
- Campeonato Paranaense: 1998

Vasco da Gama
- Torneio Rio-São Paulo: 1999
- Taça Rio: 1999
- Taça Guanabara: 2000
- Campeonato Brasileiro: 2000
- Copa Mercosul: 2000

Bahia
- Campeonato Baiano: 2001
- Copa do Nordeste: 2001

Brasiliense
- Campeonato Brasiliense: 2006